# Palacio de Galiana

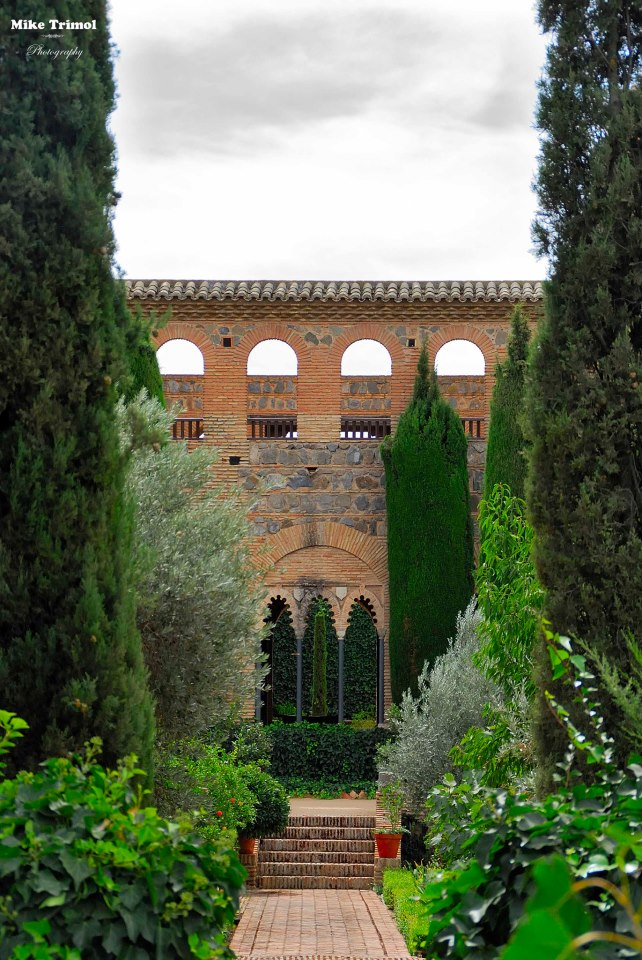
Palacio de Galiana

Het Palacio de Galiana is een paleis in Toledo (Spanje) op de oevers van de Taag. Het is gebouwd in de dertiende eeuw door koning Alfons XI van Castilië op de plaats van een eerder zomerverblijf van de taifakoning Al-Mamun. Het paleis is gebouwd in de mudejarstijl. De naam Galiana is ontleend aan personage, een prinses uit een vroegmiddeleeuws chanson, die ook in het werk van Cervantes en Lope de Vega voorkomt.
Het gebied rond het paleis wordt 'Al-Munya al-Na‘ura' (de tuin van het waterwiel) genoemd of 'Huerta del Rey' (de tuin van de koning) en omvatte een botanische tuin van de farmacoloog Ibn al-Wafid. Het gebied was beroemd om zijn waterwerken ten behoeve van de irrigatie van het land. Enkele ruïnes daarvan zijn er nog.
Vanaf de jaren 1950 is het Palacio de Galiana gerenoveerd en werd de huidige tuin ontworpen door de architecten Manuel Gomez Moreno en Fernando Chueca Goitia op initiatief van de eigenaar Carmen Maranon.
De tuin wordt genoemd in het boek Die Judin von Toledo van Lion Feuchtwanger.